# Тудовляне
Тудовля́не — этнографическая группа на западе бывшего Ржевского уезда Тверской губернии, где они составляли в первой половине XVIII века около 10 %.
Есть три версии происхождения тудовлян:
1) тудовляне являются обрусевшими белорусами,
2) потомками коренного праславянского населения,
3) потомками переселённых поляков.
Ещё в начале XX века тудовляне сохраняли ряд бытовых и языковых особенностей, сближающих их с белорусами, которые в то время считались частью русского народа, и поляками.
В узком смысле — жители древних волостей Старый Туд, Молодой Туд и Туд-Сковоротынь по обе стороны реки Туд, правого притока Волги. В широком смысле название тудовляне употреблялось этнографами XIX века для обозначения всего населения правобережья Верхней Волги с говорами, близкими белорусскому и польскому языкам.
У тудовлян не существовало какого-либо самоназвания. В 1903 году русский этнограф Ефим Карский оценил их численность в 45 тыс. человек. В XX веке отличия тудовлян от окружающего населения практически стёрлись.
Но и в настоящее время тудовляне не исчезли. Также сохранились особенности говора и понимание принадлежности к тудовлянам у местного населения.